# Curso Superior de Letras
O Curso Superior de Letras foi fundado em 1859 por D. Pedro V, em Lisboa, tendo estado na origem da Faculdade de Letras da Universidade de Lisboa.
Funcionou nas instalações da Academia Real das Ciências de Lisboa.
Os seus primeiros professores foram António José Viale, Rebelo da Silva e Lopes de Mendonça.